# Elfi Pracht-Jörns
Elfi Pracht-Jörns (* 1955 in Castrop-Rauxel; geboren als Elfi Pracht) ist eine deutsche Historikerin und Autorin mit dem Arbeitsschwerpunkt jüdische Geschichte in Nordrhein-Westfalen, insbesondere im Rheinland. Weitere Arbeitsschwerpunkte sind die Rheinische Landes- und Stadtgeschichte.

## Leben
Elfi Pracht-Jörns studierte Geschichte, Germanistik und Theaterwissenschaften an der Universität Köln. Dort wurde sie auch 1989 mit der Arbeit Parlamentarismus und deutsche Sozialdemokratie. 1867–1914 zur Dr. phil. promoviert. Als wissenschaftliche Mitarbeiterin war sie im NS-Dokumentationszentrum der Stadt Köln und im Steinheim-Institut an der Universität Duisburg tätig. Im Rahmen des Forschungsprojektes „Jüdisches Kulturerbe in Nordrhein-Westfalen“ der Landesregierung von Nordrhein-Westfalen arbeitete sie als wissenschaftliche Mitarbeiterin beim Kölnischen Stadtmuseum; inzwischen ist sie freiberuflich tätig.

## Schriften
- Jüdisches Schicksal in Köln 1918–1945. Katalog zur Ausstellung des Historischen Archivs der Stadt Köln/NS-Dokumentationszentrum. 8. November 1988–22. Januar 1989, im Kölnischen Stadtmuseum/Alte Wache. Köln 1988 (Zusammenstellung der Ausstellung und Exponatbeschreibung)
- Parlamentarismus und deutsche Sozialdemokratie. 1867–1914. (=Geschichtswissenschaft, Band 17) Centaurus Verlags-GmbH, Pfaffenweiler 1990, ISBN 3-89085-423-0 (zugleich Dissertation, Universität Bonn, 1989).
- Ottmar Strauss: Industrieller, Staatsbeamter, Kunstsammler. In: Julius H. Schoeps, Karl E. Grözinger, Ludger Heid, Gert Mattenklott (Hrsg.): Menora. Jahrbuch für deutsch-jüdische Geschichte. 1994. München 1994, ISBN 3-492-11917-4, S. 39–70.
- M. Kempinski & Co. Hrsg. Historischen Kommission zu Berlin Nicolai, Berlin 1994, ISBN 3-87584-458-0.
- Frankfurter Jüdische Erinnerungen. Ein Lesebuch zur Sozialgeschichte 1864–1951. Hrsg. Kommission zur Erforschung der Geschichte der Frankfurter Juden. Jan Thorbecke Verlag, Sigmaringen 1997, ISBN 3-7995-2319-7.
- Jüdisches Kulturerbe in Nordrhein-Westfalen. Teil I: Regierungsbezirk Köln. (=Beiträge zu den Bau- und Kunstdenkmälern im Rheinland, Band 34.1) J.P. Bachem Verlag, Köln 1997, ISBN 3-7616-1322-9.
- Jüdisches Kulturerbe in Nordrhein-Westfalen. Teil II: Regierungsbezirk Düsseldorf. (=Beiträge zu den Bau- und Kunstdenkmälern im Rheinland, Band 34.2) J.P. Bachem Verlag, Köln 2000, ISBN 3-7616-1444-6.
- Jüdisches Kulturerbe in Nordrhein-Westfalen. Teil III: Regierungsbezirk Detmold. (=Beiträge zu den Bau- und Kunstdenkmälern von Westfalen, Band 1.1) J.P. Bachem Verlag, Köln 1998, ISBN 3-7616-1397-0.
- Jüdisches Kulturerbe in Nordrhein-Westfalen. Teil IV: Regierungsbezirk Münster. (=Beiträge zu den Bau- und Kunstdenkmälern von Westfalen, Band 1.2) J.P. Bachem Verlag, Köln 2002, ISBN 3-7616-1448-9.
- Jüdisches Kulturerbe in Nordrhein-Westfalen. Teil V: Regierungsbezirk Arnsberg. (=Beiträge zu den Bau- und Kunstdenkmälern von Westfalen, Band 1.3) J.P. Bachem Verlag, Köln 2005, ISBN 3-7616-1449-7.
- Kölner Judaica, Jüdische Zeremonialkunst aus fünf Jahrhunderten. In: Jürgen Wilhelm (Hrsg.), 2000 Jahre jüdische Kunst und Kultur in Köln, Greven Verlag, Köln 2007, ISBN 978-3-7743-0397-3.
- Der Kölner Lithograf und Maler David Levy Elkan. (=Jahrbuch d. Zentral-Dombauvereins. Band 73) Kölner Domblatt, Köln 2008, S. 207–248.
- Rheinischer Städteatlas Ratingen (Beiheft), Hrsg. Landschaftsverband Rheinland, Abt. Rheinische Landeskunde, Lieferung XVII Nr. 89, Böhlau, Köln 2008, ISBN 978-3-412-05904-0.
- Rheinischer Städteatlas Titz (Beiheft), Hrsg. Landschaftsverband Rheinland, Abt. Rheinische Landeskunde, Lieferung XVIII, Nr. 95, Böhlau, Köln 2010, ISBN 978-3-412-20652-9.
- Jüdische Lebenswelten im Rheinland. Kommentierte Quellen von der Frühen Neuzeit bis zur Gegenwart. Böhlau, Köln 2011, ISBN 978-3-412-20674-1.
- Ratingen entdecken! Ein kulturhistorischer Stadtführer. Hrsg.: Verein für Heimatkunde und Heimatpflege . Klartext, Essen 2012, ISBN 978-3-8375-0626-6.
- Die neue Synagoge Essen. (=Rheinische Kunststätten. Heft 549) Hrsg. Rheinischer Verein für Denkmalpflege und Landschaftsschutz, Köln 2013, ISBN 978-3-86526-095-6.
- Rheinischer Städteatlas Bedburg (Beiheft), Hrsg. Landschaftsverband Rheinland, Abt. Rheinische Landeskunde, Lieferung XIX, Nr. 96, Böhlau, Köln 2013, ISBN 978-3-412-20968-1.
- Rheinischer Städteatlas Angermund (Beiheft), Hrsg. Landschaftsverband Rheinland, Abt. Rheinische Landeskunde, Lieferung XX, Böhlau, Köln 2015, ISBN 978-3-412-22525-4.
- Rheinischer Städteatlas Monheim (Beiheft), Hrsg. Landschaftsverband Rheinland, Abt. Rheinische Landeskunde, Lieferung XX, Böhlau, Köln 2015, ISBN 978-3-412-22524-7.
- Rheinischer Städteatlas Siegburg (Beiheft), Hrsg. Landschaftsverband Rheinland, Abt.   Rheinische Landeskunde, Lieferung  XXI, Böhlau, Köln 2017, ISBN 978-3-412-50792-3.